# 南美絲背鮨
南美絲背鮨，為輻鰭魚綱鱸形目鱸亞目鮨科的其中一種，分布於西南大西洋區，從巴西Espírito Santo至阿根廷北部海域，棲息深度15-135公尺，本魚體淡棕色，背部、腹部銀白色，體側具2條暗紫色寬橫帶，魚鰭淡褐色，其中腹鰭及臀鰭和尾鰭下半部黑色，背鰭硬棘10枚;背鰭軟條13枚;臀鰭硬棘3枚;臀鰭軟條7枚，體長可達19公分，為底棲性魚類，屬肉食性，生活習性不明。